# Lobocleta tacturata
Lobocleta tacturata är en fjärilsart som beskrevs av Walker 1861. Lobocleta tacturata ingår i släktet Lobocleta och familjen mätare. Inga underarter finns listade i Catalogue of Life.